# Henry Goldsmith
Henry Mills Goldsmith (* 22. Juli 1885 in Plympton; † 9. Mai 1915 in Fromelles, Frankreich) war ein britischer Ruderer.

## Karriere
Goldsmith wurde 1885 in Plympton als Sohn eines Solicitors geboren. Er besuchte zunächst die Sherborne School und anschließend das Jesus College der University of Cambridge.
1906 wurde er zum Präsidenten des Cambridge University Boat Club gewählt und führte die Mannschaft im selben Jahr zum Sieg im Boat Race gegen Oxford. Auch 1907 konnte er diesen Erfolg wiederholen.
Ein Jahr später nahm er an den Olympischen Spielen 1908 in London teil und gewann mit dem Achter die Bronzemedaille.
Während des Ersten Weltkriegs wurde er Lieutenant des 5. Battalions des Devonshire Regiment in der British Army und im März 1915 an die Westfront entsandt. Zwei Monate später fiel er in der Zweiten Flandernschlacht. Drei Monate nach seinem Tod wurde sein einziges Kind geboren.